# بندیکت هفتم
پاپ بندیکت هفتم (به انگلیسی: Benedict VII) یکی از پاپ‌های کلیسای کاتولیک رم بود که از ۹۷۴ تا ۹۸۳ میلادی پاپ بود.